# فرقة البانزر الثالثة
فرقة البانزر الثالثة (بالألمانية: 3. Panzerdivision) هي فرقة بانزر ألمانية مقرها برلين تشكلت في 15 أكتوبر 1935 تحت قيادة الجنرال إرنست فيسمان، شاركت الفرقة في الاجتياح الألماني لبولندا عام 1939 حيث كانت أكبر فرق البانزر الألمانية من حيث الدبابات بإجمالي 391 دبابة، في عام 1940 شاركت الفرقة في غزو فرنسا وفي 1941 في عملية بارباروسا ضد الاتحاد السوفييتي.